# Jillian Hall
Jillian Faye Fletcher (nascida em 6 de setembro de 1980) é uma lutadora e diva de wrestling profissional  norte-americana, onde faz suas performances na WWE, no seu programa RAW, sob o ring name de Jillian Hall ou simplesmente Jillian. Ela também trabalhou como treinadora no desenvolvimento da WWE no território da Flórida Championship Wrestling.
Depois de estrear em 1998, Jillian trabalhou num circuito independente sob o nome Macaela Mercedes. Ela ganhou inúmeros campeonatos, antes de começar a trabalhar para Ohio Valley Wrestling em 2003 sob o nome de Jillian Hall. Foi manager dos Blond Bombers, John e Chad Toland, antes de estrear na WWE SmackDown como "fixer" para a facção MNM. Depois de deixar a MNM, ela se tornou John "Bradshaw" Layfield's "consultor de imagem", e conseguiu-o para o WWE United States Championship na WrestleMania 22.
Em fevereiro de 2007, Hall desenvolveu uma personagem no ringue que canta mal, mas pensando que ela é muito boa. Em junho de 2007, ela foi transferida para a Raw, onde participou em numerosas tag team matches, após uma aliança com Melina. Em dezembro de 2007, Hall lançou um álbum, A Jingle with Jillian, em que cantou canções de Natal em seu caráter. O álbum alcançou o número 20 no UK Holidays Top 100 logo após seu lançamento. Ao longo de 2008 e 2009, ela continuou com sua gimmick de cantar e se aliou com Beth Phoenix. Em outubro de 2009, ela ganhou o WWE Divas Championship, mas perdeu para Melina na mesma noite.

## Carreira no wrestling profissional

### Treinamento e circuito independente (1998–2003)
Jillian foi treinada por Dave Finlay em sua escola de wrestling profissional. Estreando em 1998, ela lutou com o nome de “Macaela Mercedes” no circuito independente como uma vilã. Jillian ganhou numerosos campeonatos naquele território, incluindo o Southern States Wrestling's Women's Championship. Ela lutou em várias promoções de wrestling, incluindo para G.L.O.R.Y., a “Professional Girl Wrestling Association” (PGWA) e  “Women's Wrestling Alliance” (WWA), onde conseguiu os títulos de ambas federações. Jillian também lutou em outras federações, incluindo a “Hoosier Pro Wrestling” (HPW), onde conquistou o HPW Cruiserweight Championship e HPW Ladies' Championship. Jillian foi para o “Canadian International Wrestling” (CWI) onde ganhou o  CIW Indy Women's Championship. Jillian também esteve presente no “ Blue Water Championship Wrestling (BWCW)” conquistando o BWCW Women's Championship. O maior sucesso de Jillian em uma empresa indie aconteceu na “Superstar Wrestling Federation (SWF)” onde conquistou o SWF Women's Championship e teve dois reinados no SWF Tag Team Championship, uma vez com Tiny Tim e outra com Randy Allen. No dia 23 de janeiro de 2003 Jillian venceu o o G.L.O.R.Y. Ladies' Wrestling Championship após derrotar "Fabulous Firebird" Phoenix.

### World Wrestling Entertainment

#### Ohio Valley Wrestling
Jillian fez sua estréia na Ohio Valley Wrestling durante o evento OVW Six Flags Summer Sizzler Series em 30 de maio de 2003, onde ela derrotou Passion em uma partida solo. No dia 25 de Julho, Jillian se uniu a Victoria, onde derrotaram Nikita e Passion. Jillian só veio assinar contrato com a World Wrestling Entertainment (WWE) em 2004.
Jillian iniciou na OVW qual o apelido de “Chronically Cute”, sendo a favorita entre os fans da empresa, tendo uma série de lutas contra Alexis Laree. Após o implante de silicone nas mamas e o alisamento de seu cabelo o pintando de loiro, Jillian se tornou uma vilã. O motivo de sua transformação foi que seus implantes “vazaram em seu cérebro” a fazendo ficar psicótica. Jillian obteve o OVW Southern Tag Team Champions Blonde Bombers (Tank and Chad Toland) ao lado de seu guarda costas Melissa Coates que durante as lutas ajudava Jillian cegando seus adversários com álcool em um pano.

#### SmackDown! (2005–2007)

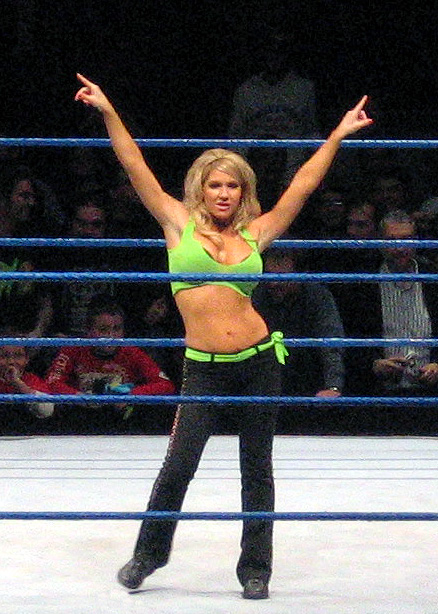
Hall fazendo sua entrada antes de um combate de wrestling agendado, durante o SmackDown! house show

Hall fez sua estréia na WWE em 28 julho de 2005 durante um episódio do “SmackDown!” com uma gimmick de um "fixer" para a stable MNM (Joey Mercury, Johnny Nitro e Melina). Jillian foi colocada contra a parede quando os Blonde Bomber a obrigaram escolher entre eles e MNM, onde ela acabou por optar pela MNM, mas não ficou com o grupo por muito tempo. Como fixer da MNM, ela os ajudou a obter uma sessão de fotos para a capa da “SmackDown!” magazine, e ajudou Melina com um problema que ela tinha com Torrie Wilson, a ajudando vencer.
Logo em seguida Jillian se uniu a John "Bradshaw" Layfield (JBL), um ex-WWE Champion que pediu sua ajuda para reparar sua imagem depois de uma perda para Rey Mysterio. Durante esse tempo, Hall se envolveu em sua primeira rivalidade no SmackDown contra Stacy Keibler onde se enfrentaram diversas vezes. Como consultora de imagem, Jillian teve um papel importante entre a disputa de JLB com The Boogeyman que incluiu o mesmo a cuspir seus vermes sobre os seios de Jillian. Hall também ajudou JBL a ganhar o United States Championship de Chris Benoit na WrestleMania 22 em Abril.
Em Abril Jillian se separou de JBL após bater acidentalmente a porta de aço na cabeça do mesmo durante uma Steel Cage Match. Após isso, Jillian começou a rivalizar com Melina, membra da MNM. Jillian,  Paul London e Brian Kendrick derrotaram a stable no SmackDown, onde também derrotou Melina em uma luta solo no Judgment Day.
Nos meados de 2006, ela s uniu a Ashley Massaro em uma rivalidade contra Michelle McCool e Kristal. Em julho, Hall participou de uma luta de “calcinhas e sutiãs” no The Great American Bash que foi vencido por Ashley.
Em 2007 Jillian começou uma rivalidade com Ashley por estar com ciúmes de Ashley ter posado para a playboy e ela não, onde Hall não teve muita sorte e teve a maioria das derrotas. Durante essa rivalidade, Jillian tentou provar que não era apenas talentosa para ser uma lutadora e uma modelo, ela também podia ser uma cantora, mas em todas as oportunidades que tinha, ela cantava mal, mas achava que era uma boa cantora. Mais tarde ela tentou impressionar Timbaland, um produtor musical, onde ela cantou uma música que ela mesma havia composto para participar do clipe que ele estaria fazendo envolvendo algumas divas, mas Jillian foi descartada. Ashley Massaro foi uma das divas escolhidas, isso causou muito mais raiva a Jillian que a atacou fazendo Ashley se ferir, sendo assim, não poderia aparecer no clipe.
Após acabar sua rivalidade com Ashley depois do incidente, Jillian começou uma rivalidade com Michelle McCool que havia ajudado Ashley Massaro depois do ataque. No dia 27 de Abril, Jillian derrotou Michelle no SmackDown!, onde continuaram lutando até o fim de Junho.

### Raw (2007–2010)
17 de junho de 2007 Jillian foi transferida para o RAW durante o Draft. Na noite seguinte, Jillian se uniu a Melina e derrotou Mickie James e Candice Michelle. A partir de então, Jillian começou a ter algumas lutras contra Mickie James, Candice Michelle e Maria. Jillian continuou com sua personagem de cantora má durante alguns backstages da brand.
Jillian também teve desentendimentos com Lilian Garcia por a mesma cantar melhor que ela. Em outubro em diante Jillian se uniu a Melina  até o fim do ano desafiando outras divas. Jillian lutou em uma 10 divas tag team elimination match no Survivor Series (2008) representando o RAW contra o SmackDown ao lado de Beth Phoenix, Candice Michelle, Kelly Kelly e Mickie James contra Maryse, Michelle McCool, Natalya, Maria e Victoria, apesar da vitória de sua equipe, Jillian foi eliminada por Maria.

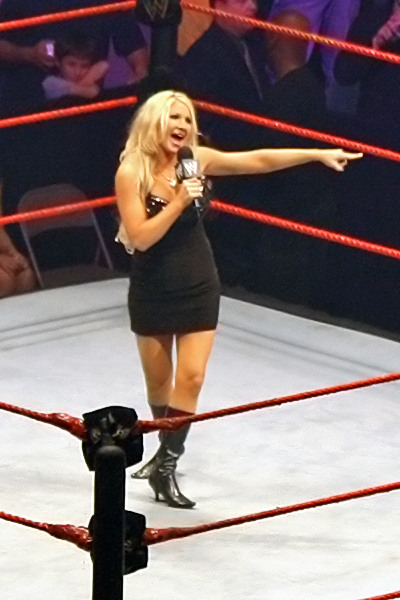
Jillian cantando para a crowd durante um house show.

Em janeiro de 2009 ela se uniu a campeã feminina Beth Phoenix para enfrentar Melina e Kelly Kelly, onde diversas vezes venceram por Rosa Mendes distrair suas oponentes. Jillian também particiou da WrestleMania XXV lutando em uma “25 divas battle royal” para definir a “Miss WrestleMania” onde foi a décima eliminada por Gail Kim. Dia 26 de Julho, Jillian ajudou Alicia Fox a vencer Brie Bella impedindo que a mesma trocasse de lugar com sua irmã gêmea, Nikki Bella, mas Alicia atacou Jillian após o fim da luta.
Dia 12 de outubro no RAW Jillian derrotou Mickie James para se tornar a nova WWE Divas Champion, esse foi seu primeiro título na WWE, mas perdeu para Melina quatro minutos depois, tendo assim o menor reinado do título até os dias de hoje. Na semana seguinte, Jillian lutou novamente com Melina pelo cinturão, mas não conseguiu vencer. Em 26 de Outubro Jillian se uniu com Chavo Guerrero, mas perderam para Melina e Santino Marella. No Survivor Series Jillian uniu-se a Alicia Fox, Beth Phoenix e LayCool (Michelle McCool e Layla El, mas perderam para Mickie James, Kelly Kelly, Gail Kim e Eve Torres numa tag team elimination match, onde Jillian foi eliminada por Eve.
Dia 09 de setembro durante um show do WWE Superstars Jillian se juntou a Primo e perderam para Gail Kim e Goldust. 27 de setembro Jillian particiou de uma battle royal pelo #1 Contender ao WWE Divas Championship no RAW, mas Natalya quem venceu a luta. No fim de 2010 Jillian começou uma rivalidade com as gêmeas The Bella Twins (Brie e Nikki), onde se juntou com várias divas para enfrentá-las, incluindo Maryse e Alicia Fox.
Em 02 de outubro de 2010, Hall anunciou que ela estava de férias da TV, pois estava atuando como treinadora da FCW. Em 19 de novembro de 2010 o contrato de Jillian com a WWE acabou.

### Retorno ao Circuito Independente (2011–presente)
Jillian teve uma partida marcada contra a TNA Knockout Winter na Family Wrestling Entertainment em Brooklyn, New York no dia 14 de Maio de 2011, mas a luta foi desmarcada devido uma lesão que ela sofreu. No dia 18 de junho, Jillian teve sua primeira vitória desde que saiu da WWE na Extreme Pro Wrestling derrotando Santana G. No dia 25 Jillian estreiou na Women Superstars Uncensored contra Kristin Astara, mas perdeu. No dia 28 de janeiro de 2012 durante um show do Extreme Pro Wrestling, Hall derrotou Leva Bates. No dia 5 de fevereiro, Jillian fez sua estréia no World Wrestling Dan Experience (WWFX) perdendo para Melina. Em 27 de setembro, Jillian lutou contra Tara em uma dark match para a Total Nonstop Action Wrestling (TNA), mas perdeu.
Jillian fez sua estréia na Crossfire Wrestling em 04 de Agosto derrotando Jessicka Havok por desqualificação após Jillian ficar atacando Jessicka sem parar, mesmo depois de pedidos do juiz. Jillian fez uma nova apariação no local com Reby Sky e Maria Kanellis em 02 de novembro de 2012. Jillian estreiou no Pro Wrestling Xtreme dia 28 de janeiro de 2012 derrotando Leva Bates para ganhar o PWX Women's Championship que estava vago até então. No aniversário de um ano da PWX, Hall perdeu o título para Shooter Storm. Jillian também derrotou Jackie Gayda no Family Wrestling Entertainment e também venceu de Maria Kanellis com Winter como árbrito. Mais tarde naquela noite ela perdeu para Maria e Rosita com Winter.

## A Jingle with Jillian
Jillian Hall lançou seu primeiro álbum “A Jingle with Jillian” em 11 de dezembro de 2007 em todo iTunes do Estados Unidos. O álbum conta com cinco músicas tradicionais de Natal cantadas por Hall ainda sobre sua personagem de má cantora. O álbum alcançou a vigésima posição no Top Holidays UK 100, pouco depois de seu lançamento

### Posição nos Charts
| Chart (2007)   | Melhor Posição |
| -------------- | -------------- |
| UK Album Chart | 20             |
| Billboard 200  | 120            |

## Vida pessoal
Em sua adolescência Jillian foi líder de torcida da escola em que cursou o ensino médio, onde também fez ginástica. Após concluir os estudo, Hall iniciou uma faculdade, mas desistiu para ir treinar pro wrestling. Aos 19 anos de idade, Jillian mudou seu último nome legalmente de “Fletcher” para “Hall”.
Jillian é divorciada e tem uma filha. Dia 10 de setembro de 2010 Jillian se casou com seu então namorado Mike Farole em Las Vegas. No dia 09 de março de 2011 foi anunciado que Jillian sofreu um aborto espontâneo com 14 semanas de gestação.
Dia 23 de Abril de 2012 Jillian foi presa em Orange County, Florida. Após a prisão, Jillian anunciou o fim de seu namoro com Farole.

## No wrestling
- Finishing moves
  - 450° splash
  - Full nelson facebuster
  - facebuster
  - Missile dropkick
  - Moonsault
- Signature moves
  - Crash Test (Cartwheel splash)
  - Cartwheel elbow drop
  - Handspring back elbow
  - Hair-pull snapmare
  - Fender Bender (Handstand leg drop)
  - Samoan Drop
- Wrestlers Managers
  - The Blonde Bombers (Chad Toland e Tank Toland)
  - Melissa Coates
  - John "Bradshaw" Layfield
  - MNM (Joey Mercury, Johnny Nitro e Melina)
- Nicknames
  - "Chronically Cute"
  - "The Bombshell"
  - "The Fixer"
  - "The Pop Princess"
  - "The Songstress"
  - "The Tone Deaf Diva"
- Entrance Themes
  - "Thunderstruck" de AC/DC (OVW)
  - "Move It Up" de Billy Lincoln (WWE; Novembro 2005–Fevereiro 2006)
  - "Top Spin" de Adam Salkeld (2006-2008)
  - "Sliced Bread" de Jillian e composta por Jim Johnston (WWE; 2008–2010)
  - "Toxic" de Britney Spears (Independent circuit, 2011 - Atualmente)

## Prêmios e campeonatos
- Blue Water Championship Wrestling
  - BWCW Women's Championship (1 vez)
- Canadian International Wrestling
  - CIW Indy Women's Championship (1 vez)
- GLORY Wrestling
  - GLORY Championship (1 vez)
- Hoosier Pro Wrestling
  - HPW Cruiserweight Championship (1 vez)
  - HPW Ladies' Championship (1 vez)
- Mid-States Championship Wrestling
  - MCW Mid-American Championship (1 vez)
- Professional Girl Wrestling Association
  - PGWA Championship (1 vez)
- Pro Wrestling Illustrated
  - PWI ranked her #24 of the best 50 female singles wrestlers in the PWI Female 50 in 2010
- Pro Wrestling Xtreme
  - PWX Women's Championship (1 vez)
- Southern States Wrestling
  - SSW Women's Championship (1 vez)
- Superstar Wrestling Federation
  - SWF Tag Team Championship (2 vezes) – com Randy "The King" Allen (1) e Pyro (1)
  - SWF Women's Championship (1 vez)
- Women's Wrestling Alliance
  - WWA Women's Championship (1 vez)
- WWE
  - WWE Divas Championship (1 vez)